# Bir Mourad Raïs
Bir Mourad Rais là một đô thị thuộc tỉnh Alger, Algérie. Dân số thời điểm năm 2002 là 43.254 người.